# فهد ناجي
فهد ناجي الظفيري لاعب كرة قدم سعودي ، يلعب في خط الدفاع في نادي الغوطة .
كانتب بداياته مع نادي الرائد و انتقل إلى العربي في عام 2015 و انتقل إلى نادي الخلود في عام 2016 و انتقل إلى نادي الغوطة في عام 2018 .

## روابط خارجية
- فهد ناجي على موقع Soccerway.com (الإنجليزية)